# Slíďák mokřadní
Slíďák mokřadní (Pardosa amentata) je druh pavouka z čeledi slíďákovití. Má nahnědlou barvu s tmavě hnědými až černými skvrnami a dorůstá velikosti 5 až 8 milimetrů na délku, přičemž samice jsou obvykle mírně větší než samci. Tento druh nepřede pavučiny, ale loví na zemi. Je hojně rozšířen ve střední a severozápadní Evropě a na Britských ostrovech.

## Popis
Délka těla samců je 5 až 6,5 mm, samice měří 6 až 8 mm (z toho hlavohruď 2,5–3,5 mm). Celkové zbarvení je šedo-hnědo-černé, mírně kontrastní. Samci jsou obecně tmavší, především v přední části těla. Hlavohruď samic je tmavě hnědá s nevýrazným centrálním dvakrát zaškrceným světlým pruhem. Hlavohruď samců je černá se světlehnědým středovým pruhem, velmi tmavá jsou i makadla. Makadla samců jsou velmi široká. Zadeček je hnědý s několika tmavšími skvrnami. Nohy jsou černě a světle hnědě kroužkované, zadeček nevýrazně skvrnitý.
Slíďák mokřadní se dá zaměnit s dalšími druhy rodu Pardosa, především se slíďákem zahradním (Pardosa hortensis), který však obývá spíše sušší biotopy. K přesnému určení je potřeba porovnat kopulační orgány.

## Biotop, rozšíření
Pavouk se vyskytuje v široké škále otevřených stanovišť, zejména ve vlhkých oblastech. Byl zaznamenán v travních porostech, bažinách, při březích vodních toků, slatinách, mokřinách, při okrajích polí, ale zřídka na vřesovištích. V zimě může být také nalezen v domech poblíž oken, u dveří, v domácích rostlinách a v suterénu, kde se snaží vyhnout chladnému počasí. Nachází se také v travních porostech a padance při okrajích lesa.
Vyskytuje se v hojných počtech, patří v mnohých evropských zemích k nejpočetnějším pavoukům vůbec. V České republice je rovněž velmi hojný.

## Biologie
Slíďák mokřadní, podobně jako jiné druhy čeledi, nepřede lapací sítě. Je to rychlý a mrštný lovec, který honí a rychlými výpady napadá jakoukoliv kořist, která mu přijde do cesty. Při zabíjení používá chelicery a jed. Jeho stravu tvoří převážně mouchy a jiný malý hmyz. Občas zaútočí i na relativně velkou kořist (pakomár). Dokáže rychle běhat na vodní hladině, což mu umožňuje chytat i členovce tam uvízlé. Je aktivní již velmi brzy na jaře a celkově mezi březnem až červencem, kdy je často vidět za denního světla. Často stojí na nízké vegetaci a ohřívá se na slunci.

### Rozmnožování
Sameček vstříkne sperma do malé síťky a pak ho vcucne do makadel. Následně se vydá vyhledat samici. Během námluv sameček postává okolo samičky a bubnuje o podklad svýma předníma nohama. Zároveň roztáhne makadla a mává s nimi, aby přitáhl její pozornost. Postupně se k ní přibližuje. Pokud samice kopulaci odmítne, projeví se to jejím výpadem vůči samci. Ten se stáhne a často po nějaké době zkusí stejnou taktiku znovu. Po kopulaci si samice utká kulovitý kokon, do něhož naklade vajíčka. Kokon pak nosí pod zadečkem, připředený ke snovacím bradavkám. Po vylíhnutí z vajíček zůstávají pavoučci na matce a jsou nošeni na zádech až do svého druhého instaru. Pak jsou již dostatečně velcí, aby se o sebe postarali. Kanibalismus není mezi mladými slíďáky vzácností.

## Galerie

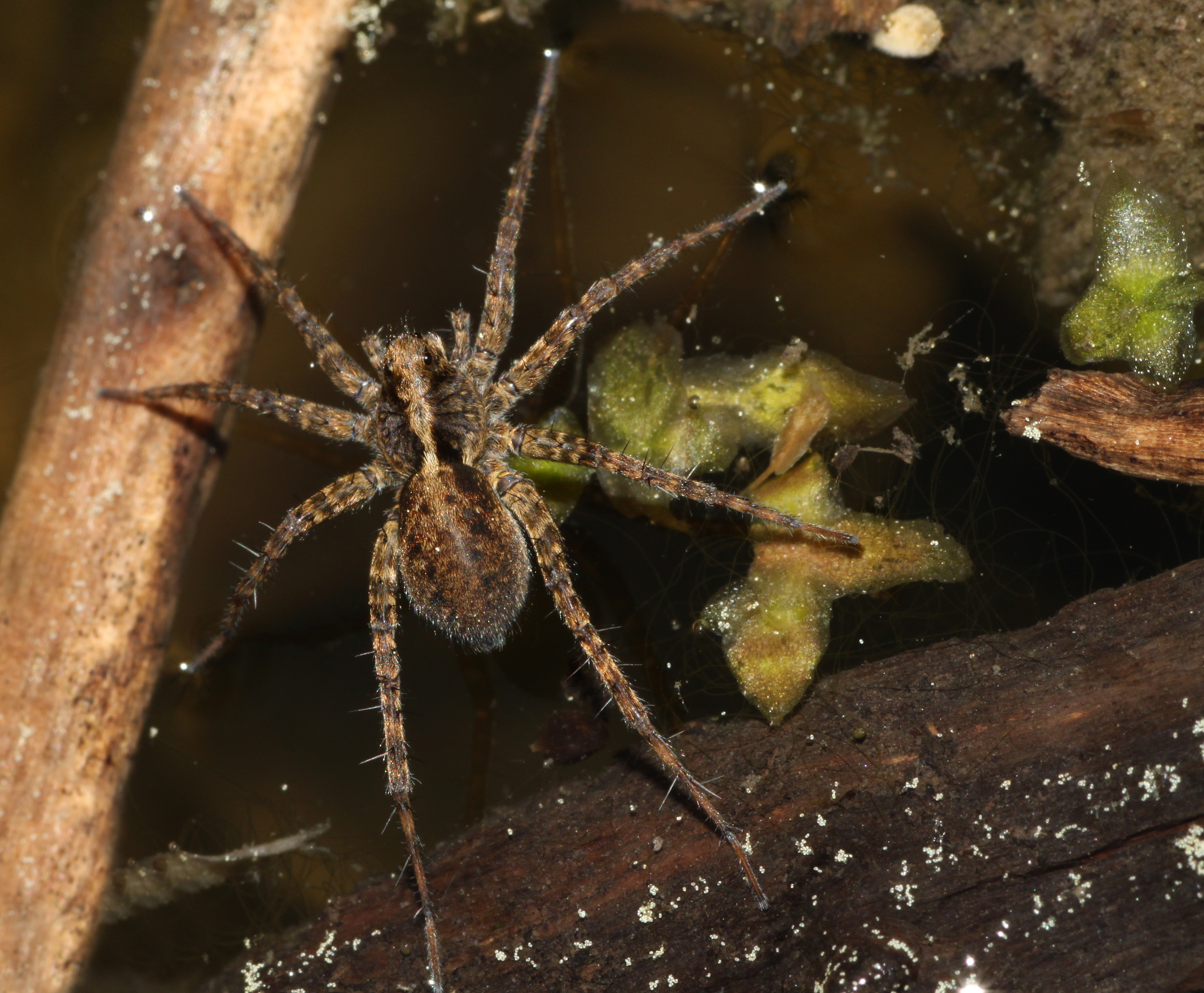
Samice
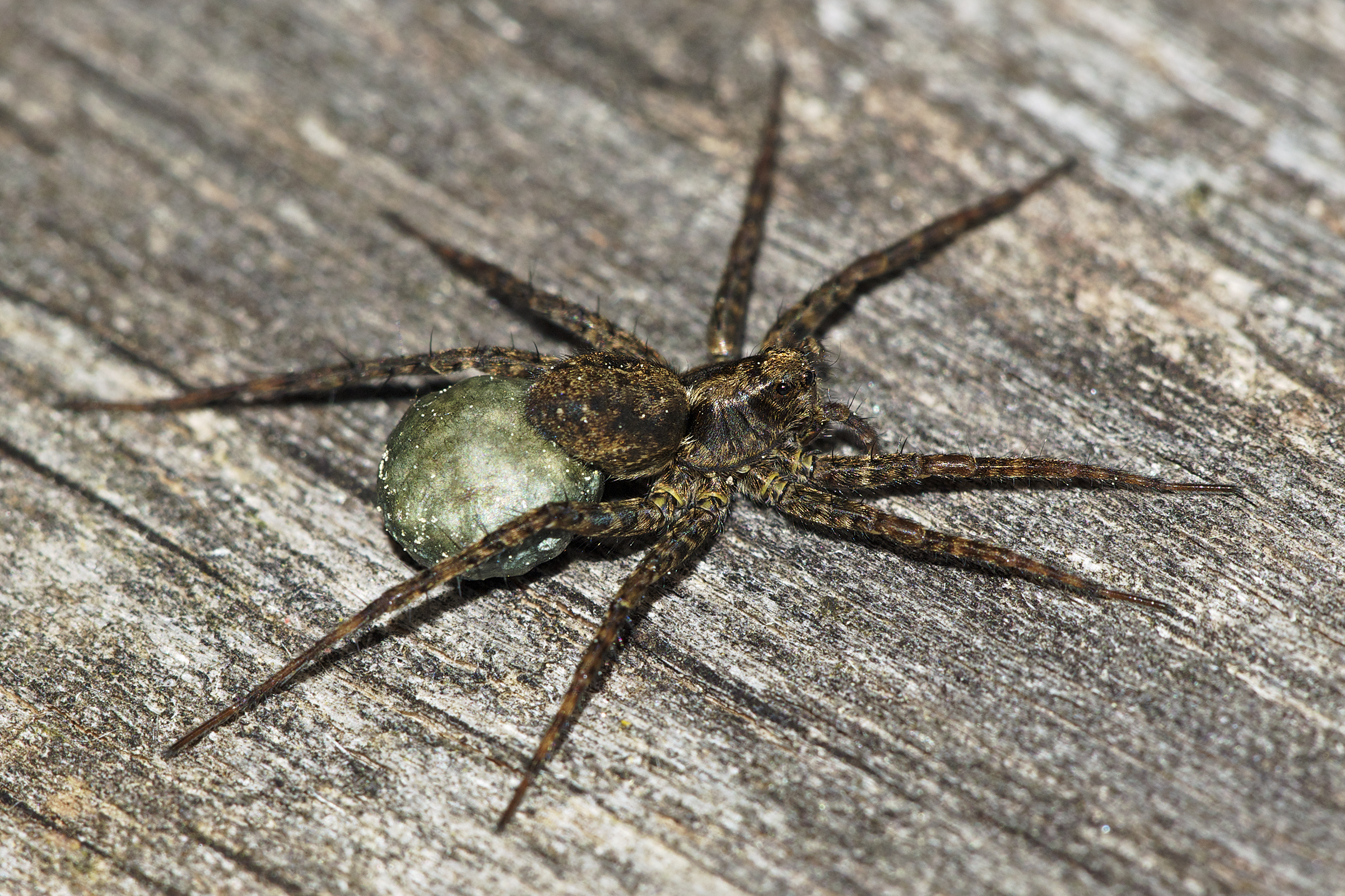
Samice s kokonem
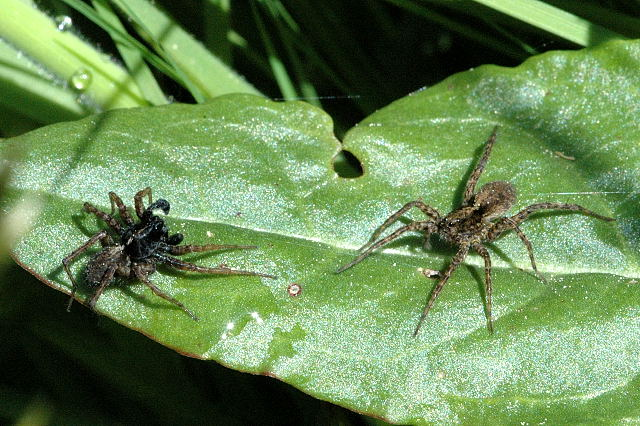
Samec (vlevo) a samice
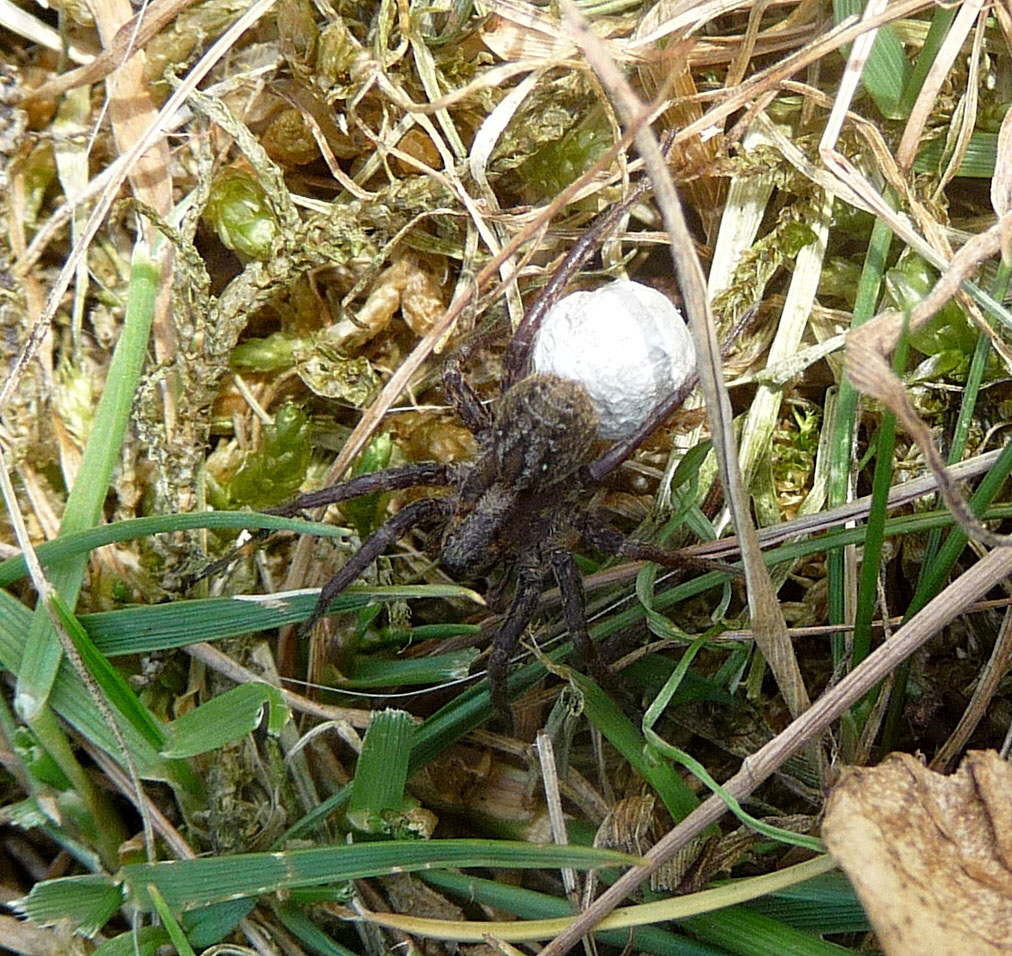
Samice s kokonem
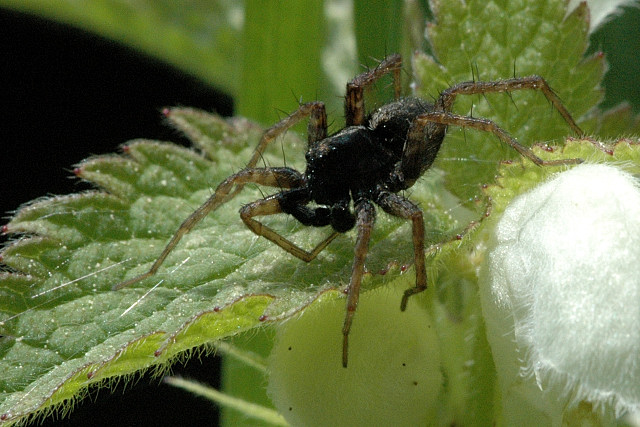
Samec
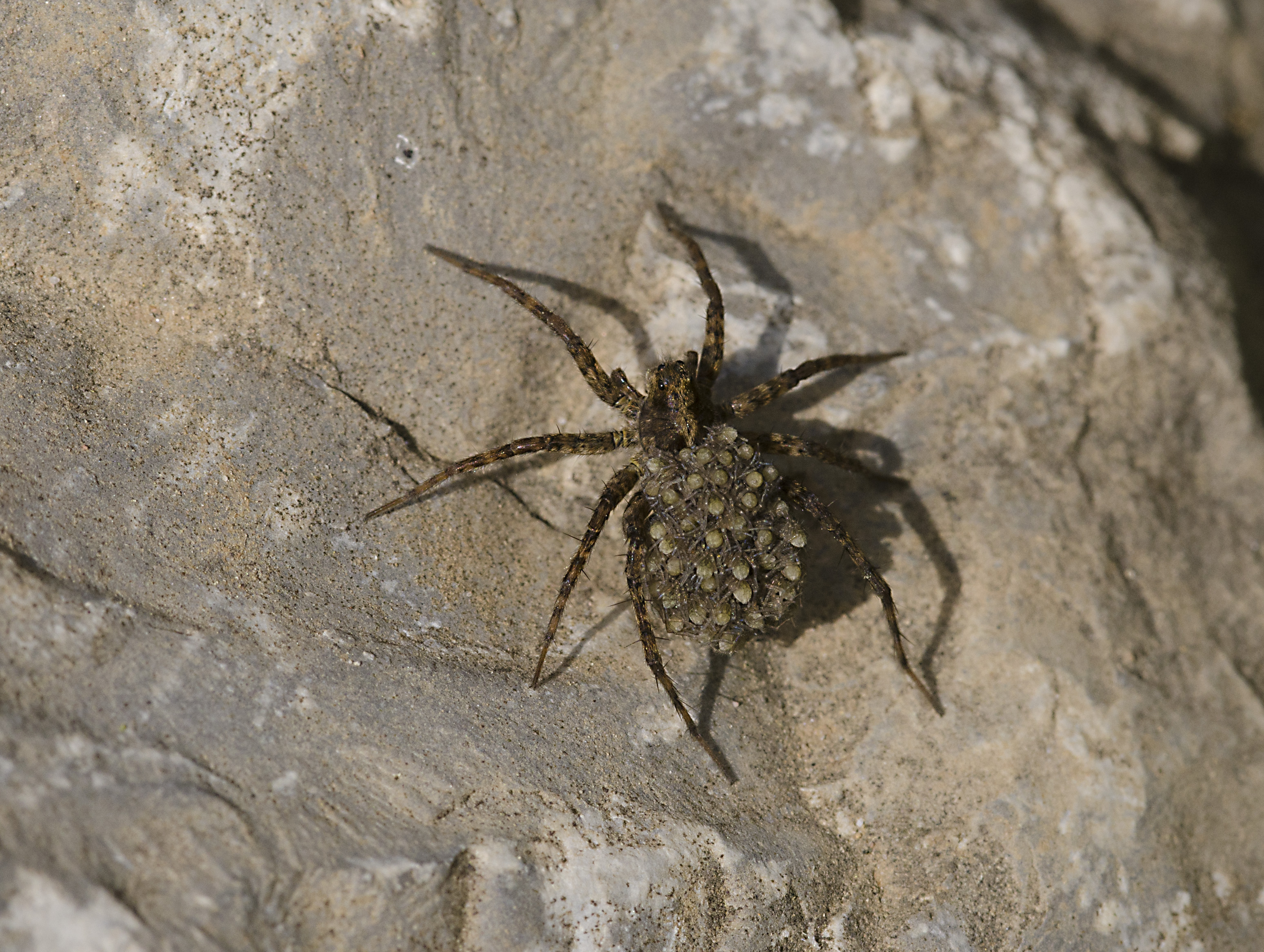
Samice s mláďaty na zadečku